# Kreisgericht Zielenzig
Das Kreisgericht Zielenzig war von 1849 bis 1879 ein preußisches Kreisgericht mit Sitz in Zielenzig.

## Geschichte
Nach der Märzrevolution wurden mit der „Verordnung über die Aufhebung der Privatgerichtsbarkeit und des eximierten Gerichtsstandes sowie über die anderweitige Organisation der Gerichte“ vom 2. Januar 1849 diese Gerichte aufgehoben und einheitlich Kreisgerichte gebildet.
In Zielenzig entstand so das Kreisgericht Zielenzig. Es war für die Orte im Landkreis Soldin zuständig. Hinzu kam noch Berneuchen aus dem Landkreis Landsberg (Warthe). Zuständiges Appellationsgericht war das Appellationsgericht Frankfurt a. d. Oder. Eine Gerichtsdeputation wurde in Sonnenburg, Gerichtskommissionen in Drossen und Reppen eingerichtet.
Der Sprengel des Kreisgerichts Zielenzig umfasste den Landkreis Sternberg außer den Orten Gohlitz, Storkow, Bischofssee, Leißow, Aurith, Ziebingen, Balkow mit Grimnitz, Rampitz (Dorf und Amt), Kräsem, Welschnitz, Kloppitz, Matschdorf, Cunersdorf, Trettin, Reipzig, Schwetig und Cunitz, die dem Kreisgericht Frankfurt a. d. Oder zugeordnet waren.

## Gerichtsdeputation Sonnenburg
Die Gerichtsdeputation Sonnenburg war für den Sprengel des bisherigen Land- und Stadtgerichtes Sonnenberg ohne die Orte Meekow, Mauskow und Trebow, Laubow und Heinersdorf (die direkt dem Kreisgericht bzw. der Gerichtskommission Drossen zugeordnet wurden) und zuzüglich dem Dorf Tschernow zuständig.

## Gerichtskommission Drossen
Die Gerichtskommission Drossen war für folgende Orte zuständig: Drossen, Polenzig, Grunow, Klein-Kirschbaum, Radach, Buchholz, Zweinert, Seefeld, Zerbow, Groß- und Klein-Rade, Lässig, Spudlow, Stenzig, Säpzig, Göritz, Ötscher, Frauendorf und Laubow.
Die Gerichtskommission Drossen war mit zwei Richtern besetzt.

## Gerichtskommission Reppen
Die Gerichtskommission Reppen war für folgende Orte zuständig: Reppen, Hildesheim, Reichenwalde, Neuendorf und Polenziger Bruch, Neuendorfer Establissements, Drenzig, Wildenhagen, Gräden, Groß- und Klein-Gandern, Döbbernitz, Leichholz, Sandow und Bergen Görbitsch, Friedrichswille, Tornow, Bottschow, Groß-Lübbichow, Kohlow und Klein-Lübbichow und Zohlow.
Die Gerichtskommission Reppen war mit zwei Richtern besetzt.

## Auflösung
Im Rahmen der Reichsjustizgesetze wurden reichsweit einheitlich Amts-, Landes- und Oberlandesgerichte geschaffen. In Zielenzig entstand so das Amtsgericht Zielenzig. Auch die Gerichtsdeputation und -kommissionen wurden in die Amtsgerichte Sonnenburg, Drossen und Reppen umgewandelt.